# Spring is Coming

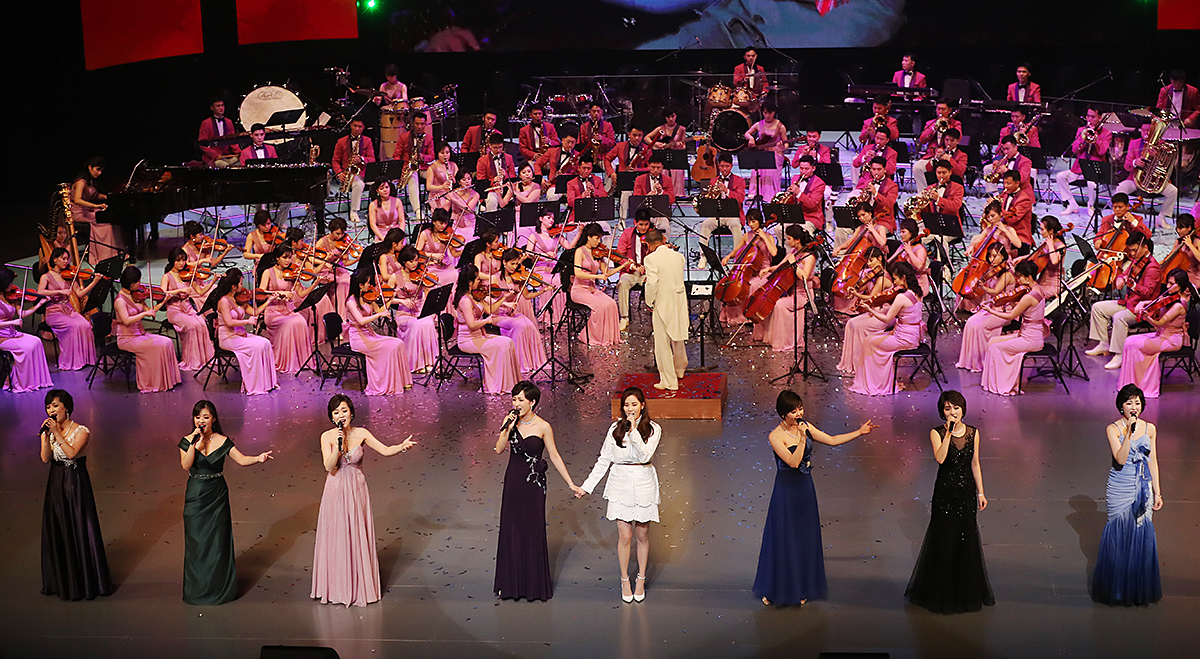
Segunda apresentação da Samjiyon Orchestra em Seul, 11 de fevereiro de 2018

Spring is Coming (coreano: 봄 이 온다) foi um concerto que ocorreu em Pyongyang, Coréia do Norte, em 1 e 3 de abril de 2018. Incluiu inúmeros artistas sul-coreanos e foi descrito como um importante evento no degelo de 2018 nas relações Coréia do Norte-Coréia do Sul.

## Contexto
O evento foi descrito como a primeira performance musical sul-coreana no norte em "mais de uma década". A performance anterior da Coreia do Sul no Norte ocorreu em 2005, com um concerto solo de Cho Yong-pil. Spring is Coming foi um concerto descrito como uma "visita cultural recíproca" após a Coreia do Norte enviar artistas para o Sul. Em particular, a Samjiyon Orchestra da Coreia do Norte realizou vários concertos coincidindo com os Jogos Olímpicos de Inverno de 2018, incluindo um concerto em Seul em 11 de fevereiro, com a presença da irmã do líder norte-coreano Kim Yo-jong e do presidente sul-coreano Moon Jae-in.

## O concerto
O concerto Spring is Coming foi realizado durante dois dias: 1 de abril (domingo) e 3 de abril (terça-feira). O primeiro dia contou com um concerto de duas horas no Grande Teatro de Pyongyang Oriental, com capacidade para 1.500 pessoas. Entre os artistas estavam pelo menos 11 cantores e vocalistas sul-coreanos, incluindo Cho Yong-pil, Lee Sun-hee, Yoon Do-hyun, Baek Ji-young, Choi Jin-hee, Kang San-ae, Seohyun, o pianista Kim Kwang-min, cinco membro da banda de rock YB, assim como a banda de quatro integrantes do K-pop, Red Velvet (embora um dos membros da banda Red Velvet, Joy, não comparecesse devido a conflitos de programação).
O segundo dia contou com uma performance conjunta entre músicos sul e norte-coreanos no Ryugyong Jong Ju Yong Gymnasium (12.000 lugares), com o lado norte representado pela Orquestra Samjiyon. Aproximadamente 190 sul-coreanos (músicos, pessoal de apoio e jornalistas) viajaram para o norte para o evento. Além disso, os artistas sul-coreanos de taekwondo realizaram demonstrações nos dias 1 e 2 de abril, com a apresentação de domingo no Pyongyang Taekwondo Hall atraindo uma audiência de cerca de 2.300 pessoas.
O concerto em 1 de abril contou com a presença do líder norte-coreano, Kim Jong-un e sua esposa, Ri Sol-ju. O líder da norte-coreano foi noticiado pela mídia, incluindo a agência de notícias estatal KCNA da Coréia do Norte, e observadores independentes como se divertindo, e elogiou o evento. Ele também afirmou que os músicos norte-coreanos podem realizar outro evento recíproco no sul em poucos meses, provisoriamente intitulado "Autumn has come". Os norte-coreanos comuns podem ser perseguidos por ouvir a mídia estrangeira sem permissão do Estado. Os norte-coreanos pegos assistindo filmes sul-coreanos, por exemplo, enfrentam prisão. Embora os jornalistas sul-coreanos tenham sido especificamente convidados a cobrir o show, eles foram impedidos, mas o diretor de inteligência norte-americano Kim Yong-chol pediu desculpas,tendo atribuído a culpa a "um colapso na cooperação entre a segurança e os organizadores de shows de Kim Jong Un". Os concertos foram vistos como atos de diplomacia cultural.